# Carlos Stetter
Karl Stetter (spanisch Carlos Stetter; * 9. März 1941 in Ellwangen) ist ein deutscher Geistlicher und emeritierter römisch-katholischer Bischof von San Ignacio de Velasco in Bolivien.

## Leben
Karl Stetter wurde in Ellwangen geboren und wuchs mit acht Brüdern und drei Schwestern, darunter die Kirchenfunktionärin Irme Stetter-Karp, im Rainauer Ortsteil Buch auf. Nach dem Studium in Tübingen empfing er am 1. Juli 1966 die Priesterweihe. Anschließend war er als Seelsorger in Stuttgart und Kirchheim unter Teck sowie zuletzt bis 1971 als Vikar in Tuttlingen tätig. Im Oktober 1971 ging Stetter als Fidei-Donum-Priester nach Guatemala, bis er infolge des dortigen Bürgerkrieges Ende 1978 von der Militärregierung des Landes verwiesen wurde. Anschließend war er zunächst als Diözesanpriester in Bolivien tätig, ehe er 1986 nach Deutschland zurückkehrte und eine Pfarrstelle in Rechberghausen übernahm.
Papst Johannes Paul II. ernannte ihn am 3. Oktober 1987 zum Titularbischof von Horrea und bestellte ihn zum Weihbischof in Chiquitos. Der Apostolische Nuntius in Bolivien, Erzbischof Santos Abril y Castelló, spendete ihm am 28. Februar des nächsten Jahres die Bischofsweihe; Mitkonsekratoren waren Bernhard Rieger, Weihbischof in Rottenburg-Stuttgart, und Bonifaz Madersbacher, Bischof von San Ignacio de Velasco.
Am 7. Januar 1995 ernannte ihn der Papst zum Koadjutorbischof von San Ignacio de Velasco. Mit der Emeritierung Bonifaz Madersbachers OFM am 29. Juli 1995 folgte er diesem im Amt des Bischofs von San Ignacio de Velasco nach.
Papst Franziskus nahm am 4. November 2016 seinen altersbedingten Rücktritt an.